# Departamento Tunuyán
Tunuyán es uno de los 18 departamentos en los que se divide la provincia de Mendoza, Argentina.

## Historia
El actual departamento de Tunuyán formó parte de la jurisdicción del Fuerte de San Carlos fundado en 1770 por el comandante de la frontera sur de Mendoza, Amigorena. Cuando la constitución provincial de 1855 dividió el territorio de la provincia en cuatro departamentos, el área integró el departamento de San Carlos.
El territorio del departamento San Carlos fue dividido el 8 de noviembre de 1858 por decreto del gobernador Juan Cornelio Moyano para crear los departamentos de Tunuyán (con cabecera en la Villa de San Carlos) y Tupungato. Un decreto de 22 de agosto de 1880 fijó las jurisdicciones de los dos departamentos. 
El 22 de agosto de 1880 un decreto del gobernador creó la Comisaría Sur de Tupungato. Por ley sancionada el 25 de noviembre de 1880 (promulgada el 30 de noviembre) el entonces departamento Tunuyán pasó a denominarse San Carlos, mientras que el nombre Tunuyán pasó al nuevo departamento creado con la Comisaría Sur de Tupungato. La villa cabecera del departamento comenzó a construirse en la zona de El Totoral.

## Geografía

### Superficie y límites
El departamento tiene una extensión de 3317 km² y limita al norte con el departamento Tupungato, al sur con el departamento de San Carlos, al este con el departamento Rivadavia y al oeste con la República de Chile.
La ciudad de Tunuyán se encuentra a 83 km al sur de la ciudad de Mendoza, y a una altitud de 874 m s. n. m.

## Gobierno

### Intendentes desde 1983
| Partido                                           | Partido | Intendente                                        | Periodo                                           |
| ------------------------------------------------- | ------- | ------------------------------------------------- | ------------------------------------------------- |
|                                                   | UCR     | Antonio Vendrell                                  | 10 de diciembre de 1983 - 10 de diciembre de 1987 |
|                                                   | PJ      | Jorge Silvano                                     | 10 de diciembre de 1987 - 10 de diciembre de 1991 |
| 10 de diciembre de 1991 - 10 de diciembre de 1995 | PJ      | Jorge Silvano                                     |                                                   |
| Alberto Pont                                      | PJ      | 10 de diciembre de 1995 - 10 de diciembre de 1999 |                                                   |
| Alberto Pont                                      | PJ      | 10 de diciembre de 1999 - 10 de diciembre de 2003 |                                                   |
|                                                   | UCR     | Eduardo Giner                                     | 10 de diciembre de 2003 - 10 de diciembre de 2007 |
| 10 de diciembre de 2007 - 10 de diciembre de 2011 | UCR     | Eduardo Giner                                     |                                                   |
|                                                   | PJ      | Martín Aveiro                                     | 10 de diciembre de 2011 - 10 de diciembre de 2015 |
| 10 de diciembre de 2015 - 10 de diciembre de 2019 | PJ      | Martín Aveiro                                     |                                                   |
| 10 de diciembre de 2019 - 10 de diciembre de 2023 | PJ      | Martín Aveiro                                     |                                                   |
| Emir Andraos                                      | PJ      | 10 de diciembre de 2023 -                         |                                                   |

### Concejo Deliberante
El Honorable concejo Deliberante de Tunuyán está compuesto por los siguientes concejales, para el periodo 2023-2025:
- Frente Elegí: Daniel Rueda, Paulina Cramero, Luján Álvarez, Noel Urbina, Anabella Perelló y Pablo Puebla Mayol.
- Frente Cambia Mendoza: Gastón Martín, Verónica Atencio, Cecilia Di Nasso y Arturo Pechemiel.

## Población
Según el censo del INDEC en 2010 la población arrojó un resultado de 49 458 habitantes.
Para el censo 2022 el departamento registró 60 171 habitantes; lo que representó un aumento en la cantidad de personas del 21,7% mayor que el crecimiento poblacional provinciala situado en 17,5%. Estos datos le valieron al departamento tener la décima mayor población de la provincia.

### Sismicidad

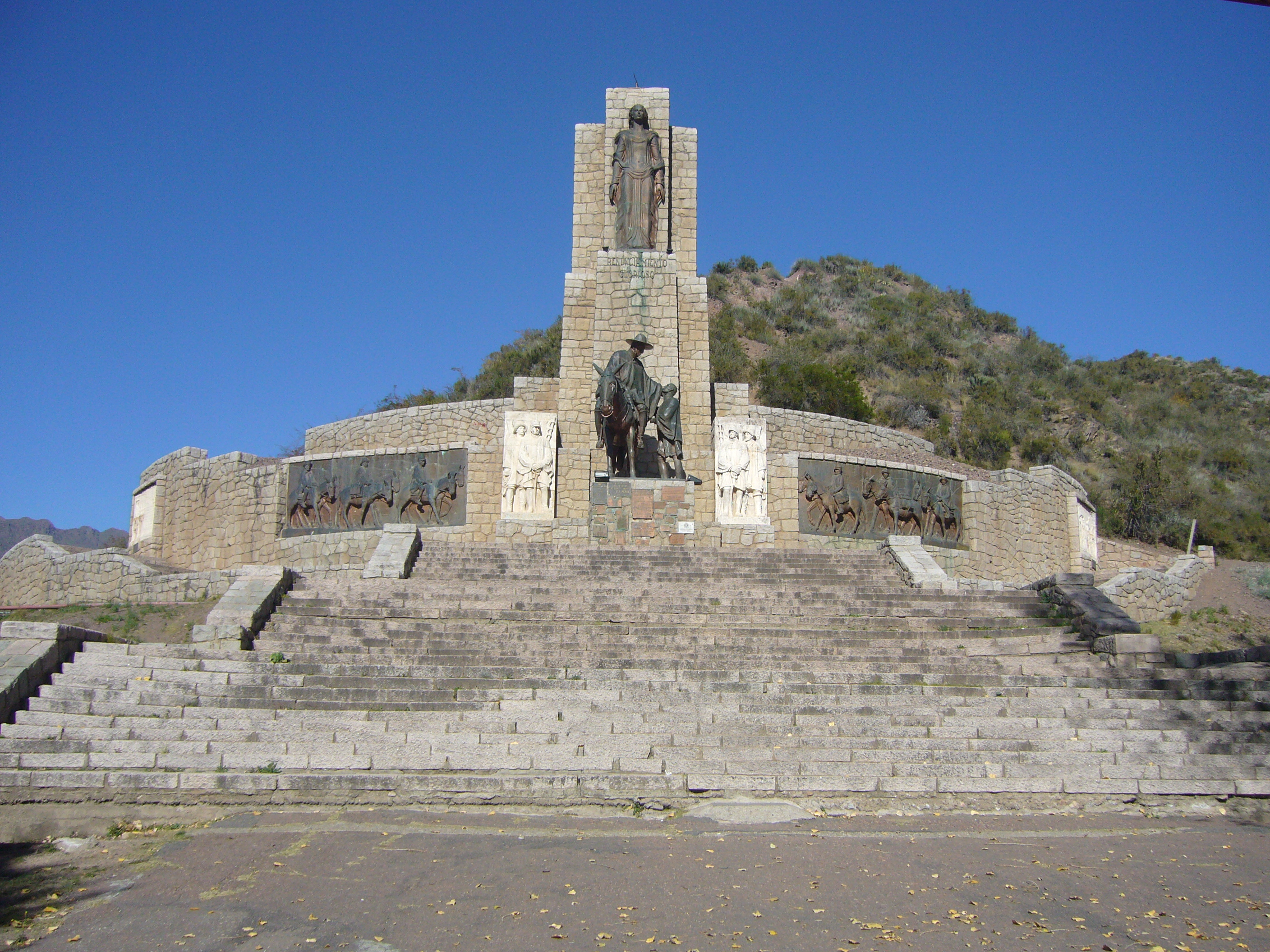
Monumento del Manzano Histórico, Tunuyán

La sismicidad del área de Cuyo (centro oeste de Argentina) es frecuente y de intensidad muy alta, con un silencio sísmico de terremotos medios a graves cada 20 años.
- Sismo de 1861: aunque dicha actividad geológica catastrófica ocurre desde épocas prehistóricas, el terremoto del 20 de marzo de 1861 (164 años), con 12 000 muertes,[10] señaló un hito importante dentro de la historia de eventos sísmicos argentinos ya que fue el más fuerte registrado y documentado en el país. A partir del mismo los sucesivos gobiernos mendocinos y municipales han ido extremando cuidados y restringiendo los códigos de construcción.[9] Con el terremoto de San Juan del 15 de enero de 1944 (81 años) los gobiernos tomaron estado de la enorme gravedad crónica de sismos de la región.
- Sismo de 1920: de 6,8 de intensidad, destruyó parte de sus edificaciones y abrió numerosas grietas en la zona. Hubo 250 muertes por destrucción de casas de adobe[10][9]
- Sismo del sur de Mendoza de 1929: muy grave, y al no haber desarrollado ninguna medida preventiva, a pesar de haber transcurrido solo nueve años del anterior, mató a 30 habitantes por la caída de casas de adobe[9]
- Sismo de 1985: fue otro episodio grave,[11] de 9 s de duración, derrumbando el viejo Hospital del Carmen de Godoy Cruz.